# Akcent (groupe polonais)
Pour les articles homonymes, voir Akcent.
Akcent est un groupe polonais de disco polo, originaire de Bielsk Podlaski. Formé au début de 1989,, le groupe donne ses concerts dans la discothèque Podlasie Panderoza, près de Janów, pendant les années 1990.
En 2024, le groupe compte 16 albums studio et de nombreux succès, dont : Dziewczyno z klub disco, Biorę urlop od ciebie, Kochana wierzę w miłość, Przez twe oczy zielone, Życie to są chwile et Przekorny lo, ainsi que Moja gwiazda  (une reprise de la chanson Tavo bucinys du groupe lituanien Miledi), Mała figlarka (reprise de la chanson Ja pokinu sujetu moskovskich ulic du chanteur russe Alexander Yakovlev), et Królowa nocy (reprise de la chanson du groupe Mefis). Il compte également des chansons avec d'autres interprètes, comme Rozmowa dwóch serc et Niech żyje życie (en duo avec le groupe Kolor), W sercu mi graj (en duo avec le groupe Exaited), Skradłaś wszystko (en duo avec Kroppa), Moja gitara et Pieśń o pokoju (en duo avec le groupe Lider) ou encore Ostatni klaps (en duo avec Diego),.
Ils remportent plusieurs fois le Grand Prix du Festiwalu nagrodę burmistrza miasta d'Ostróda, en plus de recevoir le prix du public du festival en 2002-2004, 2009, 2012-2014 et 2016-2017.

## Histoire
Le groupe est formé en 1989. et son nom est dérivé des syllabes des premiers noms des groupes de Zenon Martyniuk, Mariusz Anikiej et Zenobiusz Gula : Akord et Centrum,. Le groupe répète dans le bâtiment du Wojskowej Komendy Uzupełnień w Bielsku Podlaskim et, en échange du prêt de l'endroit, se produit lors de cérémonies militaires. En 1991, ils sortent leur première cassette, simplement intitulée Akcent 1. Peu après, Akcent suspend ses activités et Martyniuk forme alors le groupe Ex-Akcent, avec lequel il enregistre trois albums : Szczęśliwy czas (1991), Piękna niedziela (1992) et Kolędy (1992). À l'époque, Anikiej tourne avec Marek Majewski au sein du groupe Marinero. Les deux formations ont pris fin en 1993 après la réactivation d'Akcent. Peu après son retour sur scène, le groupe sort deux cassettes : Dajcie mi gitarę et Słuchajcie chłopcy, sur lesquelles figure la chanson Stary Cygan, avec laquelle ils atteignent le top 10 du plébiscite national de Radio Katowice pour le Hit de l'année 1993. En 1994, ils sortent l'album Życie to są chwile, dont sont extraits les succès Mała figlarka, Dźwięki strun et le titre phare.
Un an plus tard, leur album suivant, intitulé Czar miłości, est présenté pour la première fois, et ils en font la promotion avec des vidéos pour les chansons To właśnie ja et Kołysanka dla ukochanej. Toujours en 1995, ils donnent pour la première fois des concerts aux États-Unis pour la communauté polonaise américaine. En 1996, ils sortent l'album Dance, dans lequel ils s'éloignent du disco polo pour se tourner vers la dance. Ils font la promotion de l'album avec des vidéos musicales pour les chansons Daleko od gwiazd et Całuj mnie. En 1997, ils sortent deux albums : Oczarowałaś mnie, dont sont issus les succès Ostatni most, Obraz twój et Siwy koniu, et Gold, contenant neuf chansons d'Akcent dans de nouveaux arrangements et la première chanson Psotny wiatr. Pendant cette période, ils effectuent également une courte tournée en Grèce pour la communauté polonaise de ce pays, et enregistrent la chanson Pieśń o pokoju avec le groupe Lider.
En juillet 1998, pour la chanson Wyznanie, ils reçoivent le prix principal du 3e festival Festiwalu nagrodę burmistrza miasta à Ostróda. La même année, ils sortent un album intitulé Wyznanie, dont ils font la promotion avec les chansons suivantes : Wyspa szczęśliwych snów, Zostań tu et Królowa nocy , ainsi que le single du titre. À cette époque, Anikiej quitte le groupe, qui décide d'émigrer en Belgique. Sa place dans le groupe est d'abord prise par Artur Boroń, et c'est avec cette formation qu'ils enregistrent et sortent l'album Wspomnienie en 1999, dont ils font la promotion avec des vidéos pour les chansons Lato jest po to, by kochać et Pada deszcz, ainsi que la chanson-titre. La même année, il enregistre la chanson Rozmowa dwóch serc avec le groupe Kolor. En mai 2000, Ryszard Warot, devient le nouveau claviériste d'Akcent et, en juillet, le groupe se produit au Ogólnopolskim Festiwalu Muzyki Tanecznej d'Ostróda, où sa chanson Laura remprote la catégorie Hitu festiwalu. Artur Kirpsza joue également dans le groupe pendant plusieurs mois. Les deux claviéristes participent à l'enregistrement de l'album Moja gwiazda d'Akcent, qui sort en juin 2001 et dont sont extraits, entre autres, le tube Dziewczyna z klubu disco et le tube éponyme. En 2002, ils sortent une compilation de tubes intitulée Platynowe przeboje, dont ils font la promotion avec la première chanson Pszczółka Maja.
En juillet 2005, le groupe reçoit un prix pour l'ensemble de sa carrière et un prix pour sa chanson Lambada nad brzegiem morza au Festiwalu nagrodę burmistrza miasta d'Ostróda, et un an plus tard, il reçoit le prix du maire d'Ostróda au festival. En 2006, ils effectuent également une tournée aux États-Unis. En juillet 2007, ils reçoivent le Grand Prix du Grand Prix Ogólnopolskiego Festiwalu Muzyki Tanecznej à Ostróda pour la chanson Czemu jesteś taka dziewczyno. La même année, ils effectuent une nouvelle tournée polonaise aux États-Unis et au Canada. En juillet 2009, ils reçoivent un prix radio IRN et un prix spécial du CPN Skład au Festiwalu nagrodę burmistrza miasta d'Ostróda. En juillet 2011, le maire d'Ostróda leur décerne le deuxième prix du festival de leur carrière. En juillet 2013, ils obitennent un prix spécial au festival de la part de la station Polo TV pour sept chansons dans le sondage Disco Polo Hit Wszech Czasów.
Le 28 août 2014, lors de la soirée de bienfaisance organisée pour le 25e anniversaire du groupe pendant la 17e édition du Festival Pożegnania lata à Iłów, Akcent reçoit des prix spéciaux de la part de la société Green Star, du maire de la municipalité d'Iłów et de la radio Vox FM. La même année, ils reçoivent le prix du public pour la chanson Przez twe oczy zielone au 19e festival d'Ostróda et enregistrent la chanson W sercu mi graj avec le groupe Exaited.
En février 2015, le film Disco polo de Maciek Bochniak sort au cinéma, dont la bande originale comprend plusieurs chansons d'Akcent.
Le 24 juillet 2015, lors de la première journée de la 20e édition du Festiwalu nagrodę burmistrza miasta à Ostróda, le groupe reçoit le prix principal pour la vidéo Przez twe oczy zielone, et le lendemain, lors du même festival, les membres reçoivent le prix du groupe de la décennie,,. Toujours en 2015, ils enregistrent la chanson Ty mi skradłaś wszystko avec Arturem Kroppą., et leur chanson Przez twe oczy zielone devient très populaire en ligne auprès de l'équipe nationale polonaise de football, qui célèbre sa victoire contre l'Irlande lors d'un match de qualification pour l'Euro 2016, avec cette chanson dans les vestiaires. Le 23 mai 2017, le clip de la chanson dépasse les 100 millions de vues sur YouTube. Le 22 juillet 2016, lors du premier jour du 21e All-Polish Dance Music Festival à Ostróda, le groupe remporte le plébiscite pour célébrer le 20e anniversaire du magazine musical Disco Polo Live, en remportant les trois premières places pour leurs chansons : Przez twe oczy zielone, Przekorny los et Kochana wierzę w miłość. Le 28 juillet 2017, lors de la première journée de la 22e édition du Festiwalu nagrodę burmistrza miasta à Ostróda, le groupe remporte le plébiscite des 20 d'or du Festival pour son enregistrement Przez twe oczy zielone.
Le 29 juillet 2017, le groupe remporte le prix du public du Concert de Première pour la chanson Wakacyjne cuda.

## Discographie

### Albums studio
- 1990 : Akcent 1[34]
- 1991 : Akcent 2. Żegnaj mała[35]
- 1993 : Dajcie mi gitarę
- 1993 : Słuchajcie chłopcy
- 1993 : Peron łez
- 1994 : Życie to są chwile
- 1995 : Czar miłości
- 1996 : Dance[36]
- 1996 : Kolędy
- 1997 : Oczarowałaś mnie[37]
- 1998 : Gold
- 1998 : Wyznanie
- 1999 : Wspomnienie[38]
- 2001 : Moja gwiazda
- 2016 : Przekorny los[39] (disque de platine[40])
- 2018 : Zaczarowana wyspa

### Compilation
- 1995 : Peron łez i inne piosenki o miłości
- 1995 : Mix – Przeboje
- 1995 : Platynowe przeboje
- 2014 : Diamentowa kolekcja Disco Polo – Akcent (disque de platine[41] avec 15 000 exemplaires vendus[42])
- 2017 : The Best of Zenon Martyniuk Akcent

### Single
| Przez twe oczy zielone                           | 2014 | –  | 22 |                  |                                  |
| Kochana wierzę w miłość                          | 2015 | –  | –  | - POL : 10 000   | - POL : disque de diamant        |
| Skradłaś wszystko (avec Kroppa)                  | 2015 | –  | 50 | - POL : + 10 000 | - POL : disque de diamant        |
| Przekorny los                                    | 2015 | –  | –  | - POL : + 30 000 | - POL : triple disque de diamant |
| Prawdziwa miłość to ty                           | 2016 | –  | 22 | - POL : + 10 000 | - POL : disque de diamant        |
| Zaczarowana wyspa                                | 2018 | 86 | –  |                  |                                  |
| Moja gitara (avec Lider)                         | 2018 | –  | 12 | - POL : + 20 000 | - POL : disque de diamant        |
| « – » montre qu'aucun classement n'est attenint. |      |    |    |                  |                                  |